# Eva Persson (skådespelare)
Eva Persson, född 9 januari 1943 i Värnamo, död 16 november 2016 i Göteborg, var en svensk skådespelare, regissör och dramapedagog.
Persson tog studenten i Värnamo och studerade därefter vid Lunds universitet, där hon var verksam vid studentteatern Lilla teatern. Hon kom sedan in på Dramatens elevskola, där hon utbildade sig till skådespelare. Efter avslutad utbildning återvände hon till Skåne, och hon satte 1973 upp Bertolt Brechts Modern på Teater 23 i Malmö, med Elisabet Befrits i huvudrollen. Flera av de som senare skulle grunda Musikteatergruppen Oktober medverkade i uppsättningen. Föreställningen blev en framgång och gavs även ut på skiva.
Persson blev senare en del av den radikala teatermiljön i Göteborg, och verkade vid scener som Atelierteatern och Angeredsteatern. Hon var även en av initiativtagarna till Göteborgsmanifestet. Fram till pensionen arbetade hon som dramalärare på Ale gymnasium. Hon var gift med skådespelaren Jan-Erik Emretsson.

## Filmografi (urval)
- 1969 – Bokhandlaren som slutade bada – Elvira, piga hos bokhandlaren